# Witalij Alisiewicz
Witalij Alisiewicz (ur. 12 lipca 1967, zm. 29 października 2012) – białoruski lekkoatleta reprezentujący w pierwszych latach kariery Związek Socjalistycznych Republik Radzieckich, który specjalizował się w rzucie młotem.
Podczas pierwszych mistrzostw świata juniorów w 1986 roku w Atenach zdobył złoty medal. Finalista mistrzostw Europy w 1994 roku. W 1995 startował w igrzyskach wojskowych. 
W 1992 i 1994 stawał na najwyższym stopniu podium mistrzostw Białorusi. 
Rekord życiowy: 82,16 (13 lipca 1988, Parnawa).

## Osiągnięcia
| Rok  | Impreza                             | Miejsce  | Lokata     | Wynik |
| ---- | ----------------------------------- | -------- | ---------- | ----- |
| 1986 | Mistrzostwa świata juniorów         | Ateny    | 1. miejsce | 72,00 |
| 1994 | I liga pucharu Europy               | Walencja | 1. miejsce | 77,58 |
| 1994 | Mistrzostwa Europy                  | Helsinki | 9. miejsce | 74,44 |
| 1995 | Światowe Wojskowe Igrzyska Sportowe | Rzym     | 3. miejsce | 74,58 |
| 1997 | Igrzyska bałtyckie                  | Kowno    |            | 71,72 |
| 1999 | Światowe igrzyska wojskowych        | Zagrzeb  | el. –      | 71,46 |